# Mường Lai
Mường Lai là một xã thuộc huyện Lục Yên, tỉnh Yên Bái, Việt Nam.
Xã Mường Lai có diện tích 41,27 km², dân số năm 2019 là 6.238 người, mật độ dân số đạt 151 người/km².